# Mukasipidariyur
Mukasipidariyur é uma vila no distrito de Erode, no estado indiano de Tamil Nadu.

## Demografia
Segundo o censo de 2001,  Mukasipidariyur  tinha uma população de 11,045 habitantes. Os indivíduos do sexo masculino constituem 50% da população e os do sexo feminino 50%. Mukasipidariyur tem uma taxa de literacia de 62%, superior à média nacional de 59.5%: a literacia no sexo masculino é de 73% e no sexo feminino é de 51%. Em Mukasipidariyur, 9% da população está abaixo dos 6 anos de idade.